# Милер (Мисури)
Милер (енгл. Miller) град је у америчкој савезној држави Мисури.

## Демографија
По попису из 2010. године број становника је 699, што је 55 (-7,3%) становника мање него 2000. године.
| Група             | 2000.       | 2010.       |
| Белци             | 734 (97,3%) | 672 (96,1%) |
| Афроамериканци    | 1 (0,1%)    | 2 (0,3%)    |
| Азијати           | 0 (0,0%)    | 3 (0,4%)    |
| Хиспаноамериканци | 7 (0,9%)    | 20 (2,9%)   |
| Укупно            | 754         | 699         |